# Spitsneusslangen
Spitsneusslangen (Oxybelis) zijn een geslacht van toornslangachtigen uit de familie slangen (Colubridae) en de onderfamilie Colubrinae.
Er zijn vier soorten die voorkomen in Noord-, Midden- en Zuid-Amerika. Het zijn bewoners van relatief vochtige bossen met een weelderige plantengroei. Spitssnuitslangen lijken door hun lange lichaam en hun onopvallende gedrag sprekend op langwerpige plantendelen zoals lianen en zijn zo goed gecamoufleerd.
Spitsneusslangen hebben giftanden aan de achterzijde van de bek. Hun prooidieren worden door het gif snel gedood, maar voor mensen is het vergif niet dodelijk. Alle soorten eten voornamelijk andere gewervelde dieren zoals vogels, reptielen en zoogdieren. Zelf vallen ze ten prooi aan roofvogels en andere slangen.
Spitsneusslangen worden middelgroot (ongeveer een meter) tot groot (tot twee meter). Alle soorten hebben een opvallend lange kop waarbij de snuitpunt soms wat omhoog is gekromd. De lichaamskleur is meestal groen tot bruin of grijs, enkele soorten hebben strepen of vlekken op het lichaam.

## Naamgeving
De wetenschappelijke naam van de groep werd voor het eerst voorgesteld door Johann Georg Wagler in 1830.
Oxybelis wilsoni is vernoemd naar de Amerikaanse herpetoloog Larry David Wilson.
De Nederlandstalige naam spitsneus-slangen slaat op de bijzonder lange en brede voorzijde van de kop van de slangen. In veel andere talen wordt verwezen naar het zeer dunne lichaam, zoals het Engelse vine snake, dat letterlijk vertaald 'klimplant-slang' betekent. Ook het Spaanse Culebra-bejuquilla heeft een dergelijke betekenis.
Sommige slangen vertonen duidelijke uiterlijke verschillen met de spitsneusslangen maar hebben een Nederlandstalige naam die wat verwarrend kan zijn. Voorbeelden zijn de spitskopslang (Gonyosoma oxycephalum) en de langneus-boomslang (Ahaetulla nasuta).

## Verspreidingsgebied en habitat

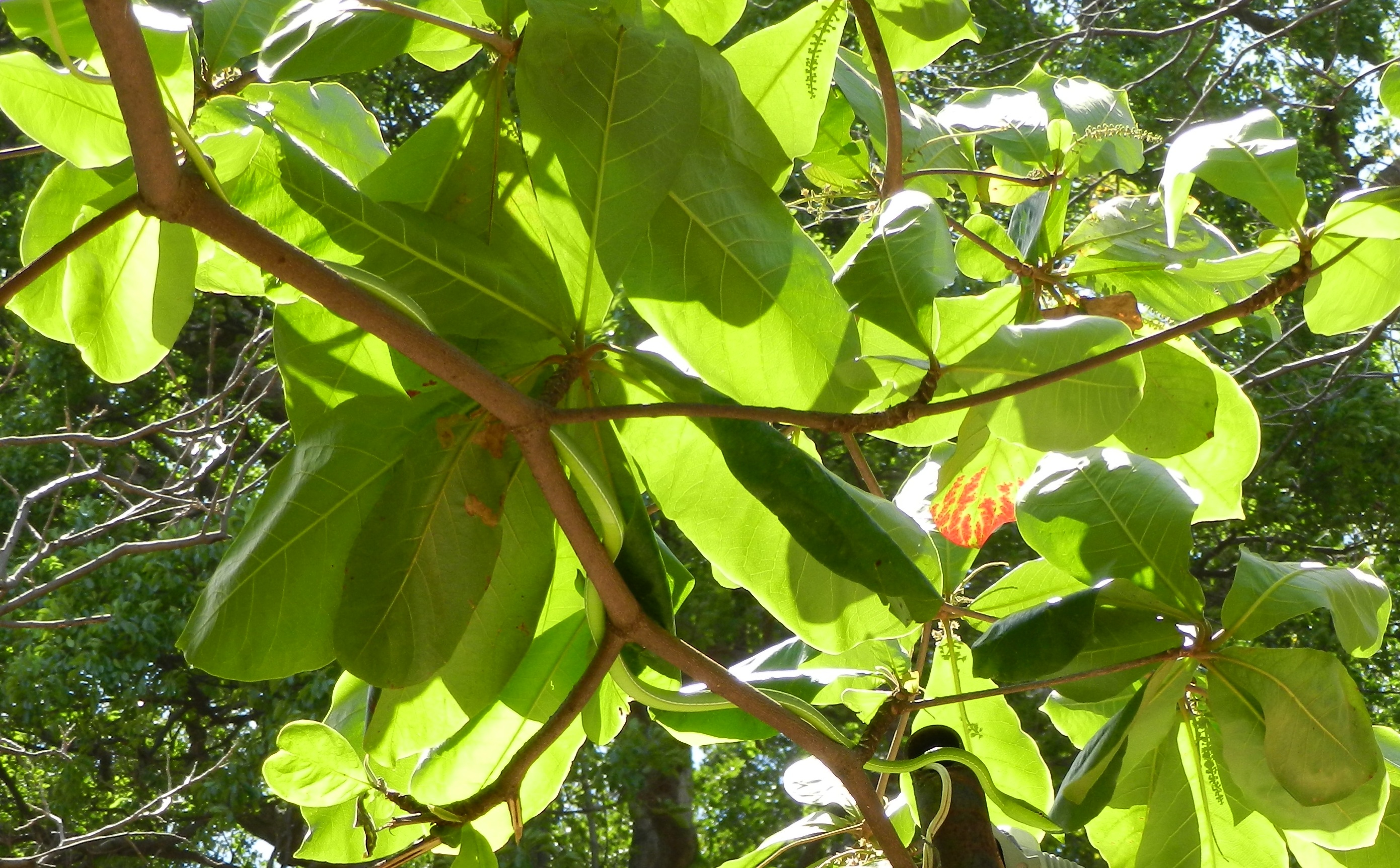
De slangen vallen nauwelijks op in de bomen waarin ze leven.

Spitsneusslangen leven in delen van uiterst zuidelijk Noord-Amerika, Midden-Amerika en delen van noordelijk Zuid-Amerika.
De soorten komen voor in de landen Belize, Bolivia, Brazilië, Colombia, Costa Rica, Ecuador, El Salvador, Frans-Guyana, Guatemala, Guyana, Honduras, Mexico, Nicaragua, Panama, Peru, Suriname, Trinidad en Tobago, Venezuela en de Verenigde Staten.
In de Verenigde Staten komt de soort Oxybelis aeneus alleen voor in het uiterste zuiden van de staat Arizona.
Spitsneusslangen zijn bewoners van vochtige bossen zoals regenwouden, galerijbossen langs rivieren, kreupelhout, bossen uit het Mesozoïcum en andere dichtbegroeide biotopen. Van de groene spitsneusslang is bekend dat het dier de mens niet schuwt en ook in hagen in tuinen kan worden aangetroffen.

### Beschermingsstatus
Door de internationale natuurbeschermingsorganisatie IUCN is aan alle soorten een beschermingsstatus toegewezen. Drie soorten worden beschouwd als 'veilig' (Least Concern of LC), de slang Oxybelis wilsoni wordt gezien als 'bedreigd' (Endangered of EN).

## Uiterlijke kenmerken
Spitsneusslangen hebben een groene tot bruine lichaamskleur. Op het lichaam zijn vaak vlekken of strepen aanwezig. De buikzijde is veel lichter tot wit van kleur. De slangen zijn door hun opvallend lange en dunne lichaam en de verbrede en sterk langwerpige kop met maar weinig andere soorten te verwarren.

### Kop

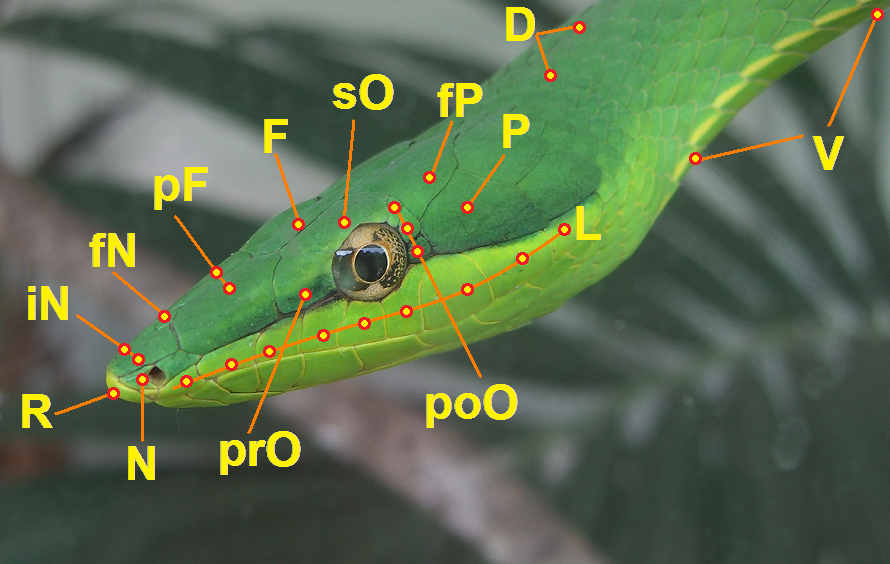
Schubben van de kop van een groene spitsneusslang.

Spitsneusslangen hebben een platte en langwerpige puntige kop, waaraan ze de naam te danken hebben. De kop van alle soorten heeft vergrote schubben, net als andere slangen die tot de toornslangachtigen behoren. De schubben aan de kop hebben ook een vergelijkbare vorm en grootte, op een aantal schubben na. Door de 'verlengde' kop zijn bij spitsneusslangen ook sommige kopschubben langer. Het is echter niet zo dat alle schubben wat langer zijn, het zijn altijd twee schubben -al dan niet gepaard- die verlengd zijn. Het gaat dan om de combinatie van de internasale schubben (tussen de neusgaten) en de frontale schub (op het midden van de bovenzijde van de kop) óf de combinatie supraoculaire schuben (boven het oog) en de pariëtale schubben (aan de achterzijde van de kop). De schub waarin het neusgat is gepositioneerd worden de nasale schub genoemd. Deze bestaat bij de spitsneusslangen uit een enkele schub die soms aan een kant gespleten is. De nasale schub is echter nooit gedeeld.
Spitsneusslangen hebben 14 tot 27 tanden in de bovenkaak. De giftanden zijn achter in de bek gelegen en de prooi komt er pas mee in aanraking als deze al tussen de kaken geklemd is. De binnenzijde van de bek is zwart van kleur, deze afstekende kleur dient om af te schrikken. Als de slang wordt verstoord spert het de bek wijd open om tegenstanders te imponeren. De tong wordt net als bij andere slangen gebruikt om mee te 'ruiken'; de tong wordt hiertoe uitgestoken om geurdeeltjes te vangen. Vrijwel alle slangen verhogen de efficiëntie hiervan door het tonguiteinde op- en neer te bewegen, wat tongelen wordt genoemd. Spitsneusslangen bewegen de tong echter nooit, deze wordt kaarsrecht uit de bek gestoken en niet bewogen. Dit dient waarschijnlijk om de slang minder op te laten vallen.
De ogen hebben een ronde pupil, wat de dagactieve lenswijze verraad. Nachtactieve slangen hebben meestal een spleet-achtige pupil. De leur van de ogen is groen tot bruin. De ogen staan in vergelijking met andere slangen relatief ver aan de voorzijde van de kop. Bij andere slangen zijn de ogen meer aan de zijkant van de kop gepositioneerd. Spitsneusslangen hebben een binoculair gezichtsvermogen, wat wil zeggen dat ze beide ogen op hetzelfde voorwerp kunnen richten. Bij de zoogdieren is dit vrij gangbaar, maar binnen de reptielen is een dergelijke configuratie vrij zeldzaam en alleen gebruikelijk bij de vertegenwoordigers van de familie kameleons (Chamaeleonidae).

### Lichaam

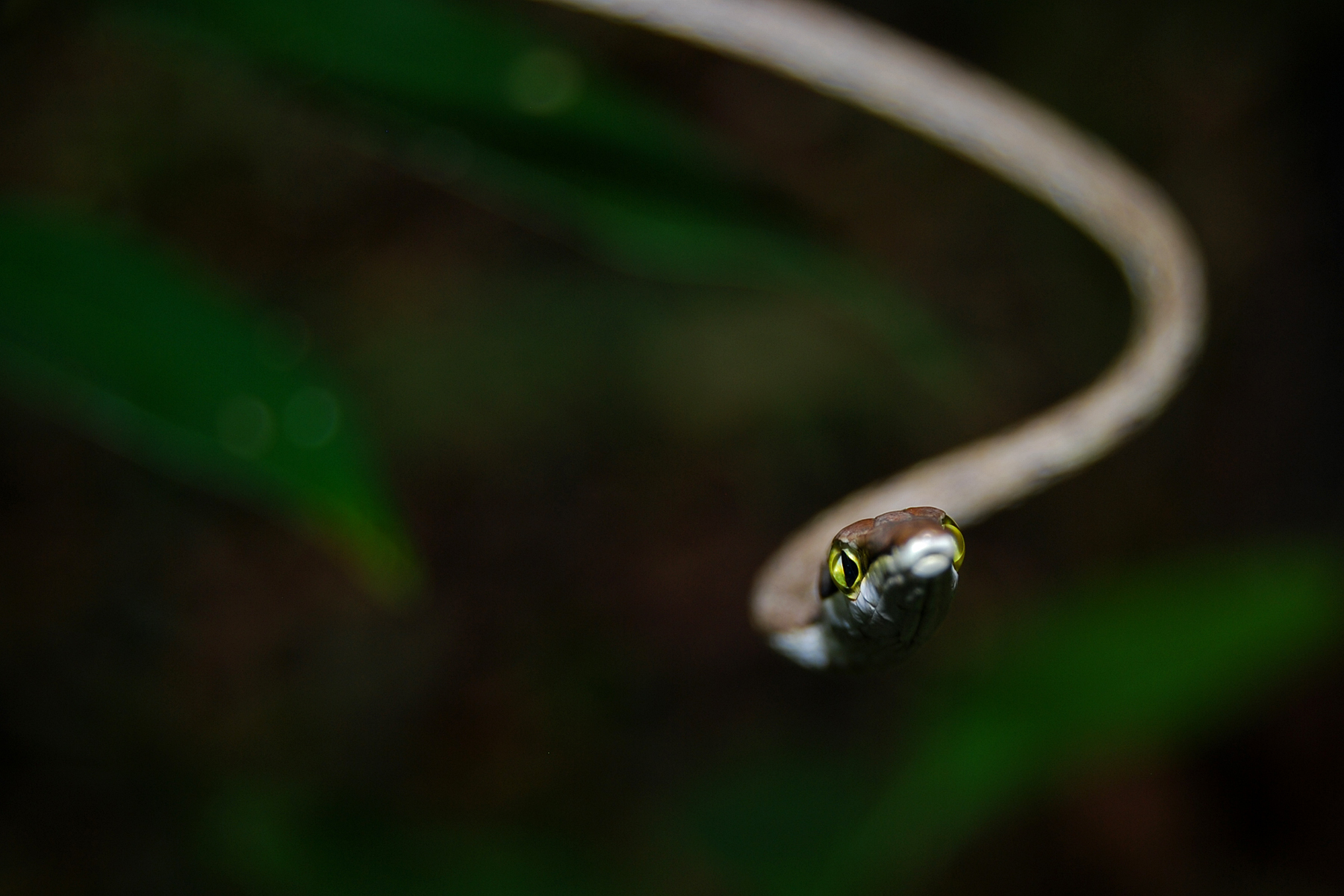
Alle soorten beschikken over binoculair gezichtsvermogen en kunnen beter diepte zien.

Het lichaam is opvallend lang en dun, de slangen bereiken een lichaamslengte van 1,2 tot twee meter terwijl de lichaamsdoorsnede zelden groter is dan anderhalve centimeter. De slangen zijn hierdoor moeilijk te onderscheiden van de lianen die in het natuurlijke verspreidingsgebied ruim aanwezig zijn. In grote delen van Midden-Amerika zijn de slangen niet met andere soorten te verwarren.
De lichaamskleur van Oxybelis aeneus is bruin, maar de onderzijde van de kop en de keel zijn groen gekleurd. De groene spitsneusslang' is geheel groen van kleur, de onderzijde van de kop en keel zijn lichter gekleurd tot geel. De soort Oxybelis brevirostris heeft een vergelijkbare lichaamskleur en van de soort Oxybelis wilsoni zijn vooral geheel geelbruine exemplaren bekend.
De schubben aan de bovenzijde van het lichaam zijn de rugschubben of dorsale schubben, deze schubben zijn in verschillende rijen gelegen. Bij de spitsneusslangen zijn altijd 15 tot 17 rijen aanwezig op het midden van het lichaam. Het oppervlak van de rugschubben kan binnen de groep van slangen sterk verschillen, van gezaagd of gekield tot glad. Bij de spitsneusslangen kunnen de schubben zowel glad als gekield zijn. Bij de soorten met gekielde schubben is er een lengterichel op de schub aanwezig, waardoor de schubbenhuid als geheel ruwer wordt en meer grip biedt. De aanwezigheid van kieltjes op de rugschubben kan zelfs binnen een soort verschillen, afhankelijk van de geografische locatie. Bij Oxybelis aeneus bijvoorbeeld draagt in het noordelijke deel van het verspreidingsgebied ongeveer de helft van alle exemplaren kieltjes op de schubben, in het zuidelijke deel heeft ongeveer een kwart van alle exemplaren gekielde schubben.
De schubben aan de onderzijde van het lichaam zijn sterk verbreed en aan de buikzijde is slechts een enkele rij van schubben aanwezig, net als bij alle andere slangen. Deze schubben worden de ventrale schubben of buikschubben genoemd. Het aantal buikschubben varieert per soort; het aantal kan binnen de verschillende soorten variëren van 166 tot 217. De buikschubben zijn bij veel soorten zoals Oxybelis aeneus geel tot wit van kleur en de buik contrasteert bij twee soorten met de kleur van de rug. Bij de groene spitsneusslang en de soort Oxybelis brevirostris zijn de buikschubben meestal iets lichter groen dan de rugschubben. Tussen de buik en de rugzijde van de groene spitsneusslang is een gele streep aanwezig, die bij Oxybelis brevirostris ontbreekt.

### Staart

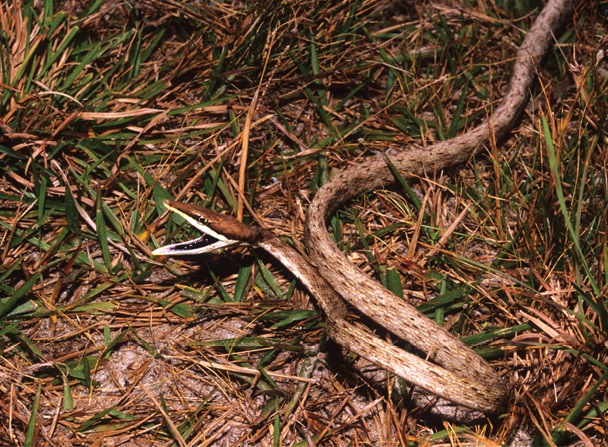
Exemplaar uit Brazilië.

Spitsneusslangen hebben in vergelijking met andere soorten slangen een relatief lange staart. Bij de meeste slangen is het aantal staartwervels ongeveer 20 procent van het totale aantal lichaamswervels, en is de relatieve staartlengte ongeveer een kwart van de lichaamslengte. Bij de spitsneusslangen echter loopt de relatieve lengte uiteen van ongeveer dertig tot veertig procent; bij de soort Oxybelis aeneus zelfs 35 tot 45 procent. Veel exemplaren hebben door toedoen van vijanden een deel van hun staart verloren, bij de laatst genoemde soort heeft ongeveer de helft van alle exemplaren geen complete staart meer.
De staart van slangen is aan de bovenzijde moeilijk te onderscheiden van de rest van het lichaam. De rugschubben lopen namelijk over het gehele lichaam vanaf achter de kop. Aan de onderzijde echter is de staart makkelijk te onderscheiden door de positie van de cloaca, die aan de staartbasis is gelegen. Aan de onderzijde van de staart zijn ook de caudale schubben of staartschubben gepositioneerd. De staartschubben zijn dus enkel aan de onderzijde van het lichaam gelegen en bestaan uit meerdere schubbenrijen in tegenstelling tot de buikschubben die uit een enkele rij bestaan. Het aantal varieert per soort en is minstens 139 en maximaal 191.
De cloaca wordt beschermd door een schub die de anale schub wordt genoemd. Deze schub kan zowel enkelvoudig of gedeeld zijn. Bij Oxybelis brevirostris bestaat de anaalplaat altijd uit een enkel deel, bij de soort Oxybelis aeneus is de plaat meestal gedeeld, maar kan ook ongedeeld zijn.
Het geslachtsorgaan van de mannetjes is inwendig gelegen en wordt de hemipenis genoemd. Deze gevorkte penis (hemi betekent 'half') is relatief kort in vergelijking met die van andere slangen. De lengte van de penis is gelijk aan de lengte van zes tot tien staartschubben.

### Onderscheid met andere soorten

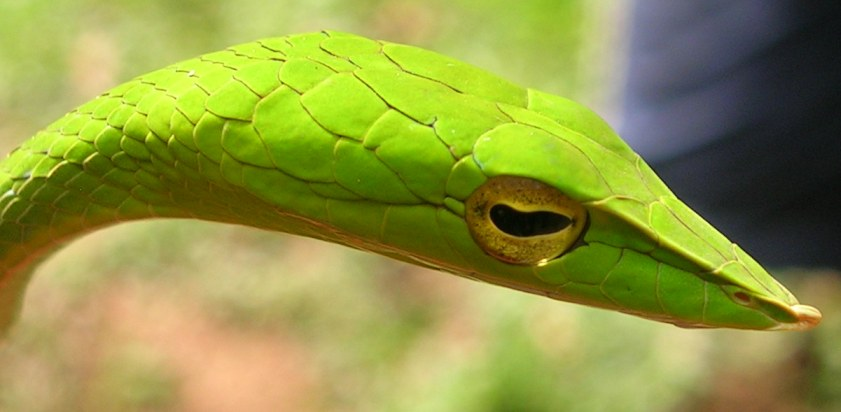
Kop van een Ahaetulla- soort.

Spitsneusslangen zijn binnen het natuurlijke verspreidingsgebied alleen te verwarren met de eerder genoemde soorten die vroeger tot het geslacht Xenoxybelis werden gerekend maar tegenwoordig tot het geslacht Philodryas behoren. Deze soorten hebben een sterk gelijkende lichaamsbouw maar een lichtbruine en groen strepenkleur in de lengte. Alle oorspronkelijke soorten die tot het geslacht Philodryas behoren hebben een duidelijk dikker lichaam een stompere kop.
Ver buiten het verspreidingsgebied, zoals in delen van Azië, leven slangen die sterk op de spitsneusslangen lijken. Een voorbeeld zijn de soorten uit het geslacht Ahaetulla, die eenzelfde lange en dunne lichaamsbouw hebben en een eveneens puntige kop met grote ogen en binoculair zicht. Deze soorten leven echter in rivieren en gebruiken hun bijzonder goede ogen om vissen die in het water zwemmen buit te maken. Alle soorten uit het geslacht Ahaetulla zijn makkelijk te onderscheiden aan hun langwerpige en onregelmatig gevormde pupillen.
Door het lange dunne lichaam kunnen de slangen nog verward worden met soorten uit het geslacht Imantodes. Deze slangen hebben echter vaak vlekken en andere tekeningen en de kop is veel boller en stomper dan die van de spitsneusslangen.

## Voortplanting en ontwikkeling

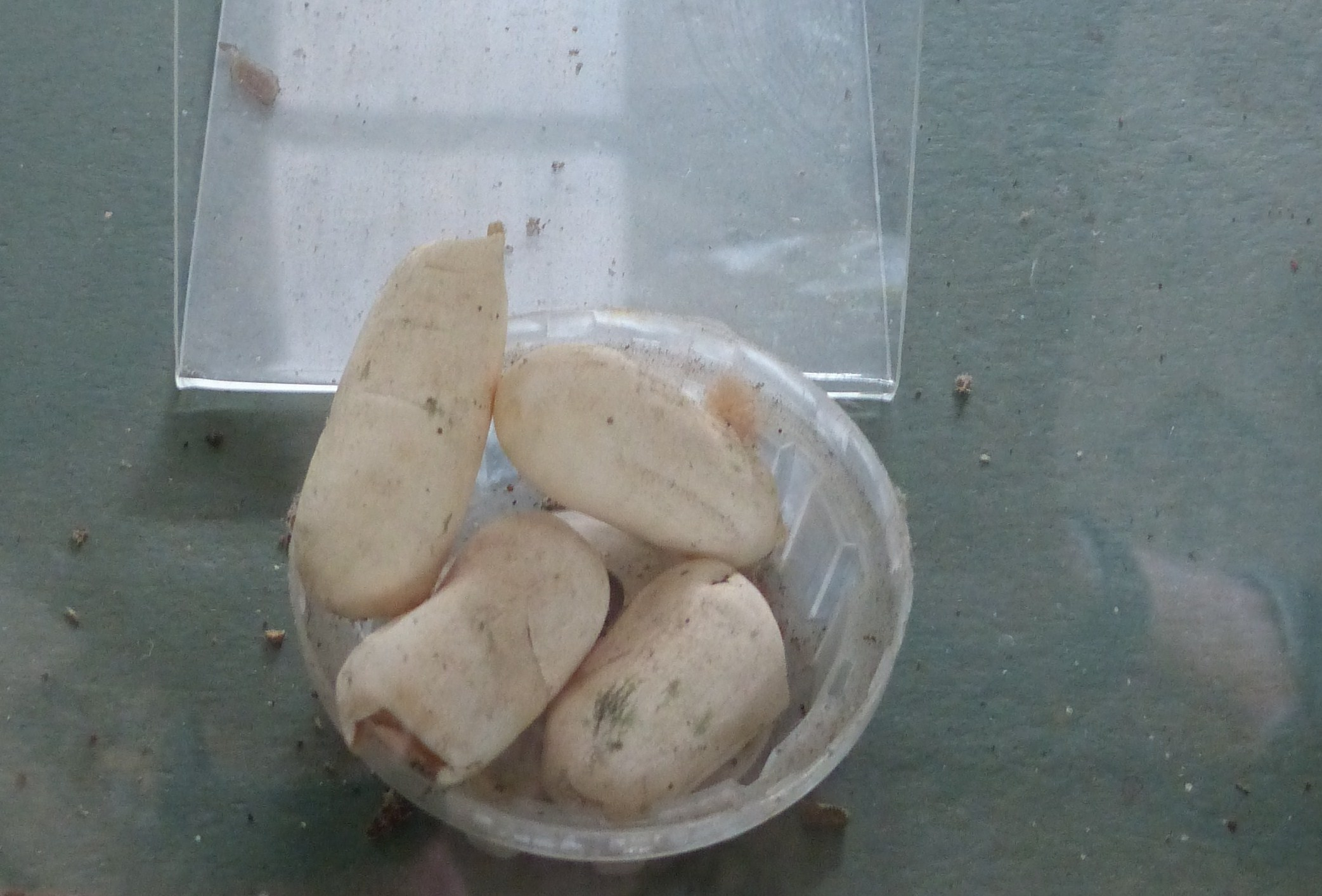
Eieren van de groene spitsneusslang.

Spitsneusslangen zijn eierleggend, de vrouwtjes zetten eieren af in de bodem. Het aantal eieren verschilt per soort en oudere vrouwtjes produceren meer eieren dan jongere exemplaren. Gemiddeld worden drie tot vijf eieren per legsel afgezet, soms worden meer eieren aangetroffen tot acht.
De eieren zijn langwerpig van vorm en ongeveer vijf centimeter lang. Ze worden in het natte seizoen afgezet op de bodem, vaak tussen de blaadjes van de strooisellaag. De juvenielen hebben als ze geboren worden een lichaamslengte van enkele decimeters. Ze kunnen meteen voor zichzelf zorgen.

## Voedsel en jacht

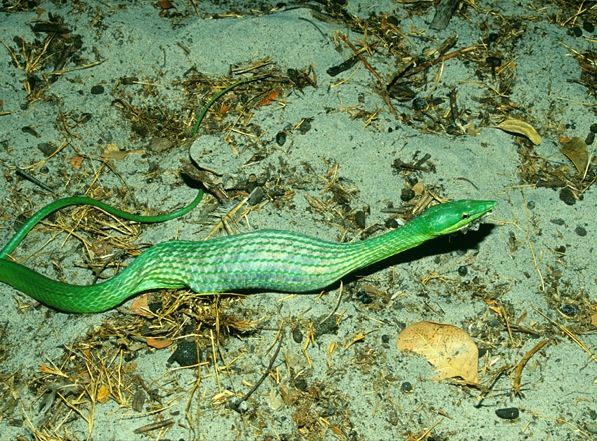
Deze groene spitsneusslang heeft recentelijk een prooi buitgemaakt, wat te zien is aan de verdikking in het midden van het lichaam.

Spitsneusslangen zijn overdag actief waarbij op prooien jagen of in een hinderlaag afwachten op een geschikte maaltijd. 's Nachts wordt gerust tussen de plantenstengels waarbij het goed gecamoufleerde, groen tot bruin gekleurde lichaam nauwelijks opvalt. Spitsneusslangen eten met name kleine gewervelde dieren. De belangrijkste prooidieren vormen hagedissen, kleine vogels, kikkers en kleine zoogdieren. Van de groene spitsneusslang is bekend dat in Costa Rica vooral kikkers worden gegeten. Van andere soorten is bekend dat ook insecten worden buitgemaakt. De spitsneusslang slaat meestal toe op enige hoogte en grijpt de prooi met de bek. Het prooidier hangt dan op enige afstand boven de bodem waardoor de spierkracht niet kan worden benut om zich te verweren.
Als een spitsneusslang een prooidier ziet worden langzame, wiegende bewegingen gemaakt met het voorste deel van het lichaam en de kop die lijken op een in de wind bewegende twijg. In combinatie met de groene en bruine kleuren zorgt dit voor een goede camouflage. Als het prooidier dichtbij genoeg is om toe te slaan volgt een snelle uithaal die gericht is op de kop van een prooidier. Het gif verlamd prooidieren zoals vogels hagedissen en zoogdieren zeer snel. Omdat de prooidieren meestal klein zijn worden ze direct na het buitmaken doorgeslikt. De verschillende spitsneusslangen staan bekend als erg vraatzuchtig en vallen alles aan wat in de buurt komt. Spitsneusslangen staan bekend als traag, ze kunnen zich niet zo snel door de takken bewegen als andere boombewonende slangen. De slangen deinzen er niet voor terug om grotere hagedissen te pakken, zoals exemplaren van de witzwarte grondleguaan (Ctenosaura similis). Ook is een waarneming bekend van een exemplaar die een half volwassen basilisk ving, maar deze bleek te groot voor de slang.
Van sommige soorten is enige specialisatie bekend wat betreft de voedselkeuze. Een voorbeeld zijn populaties van de groene spitsneusslang die veel kolibries buitmaken. Deze exemplaren liggen stil te wachten naast bloemen waar de kolibries hun nectar verzamelen. Kolibries kunnen razendsnel vliegen maar worden in groten getale buitgemaakt door de slangen.

## Vijanden en verdediging

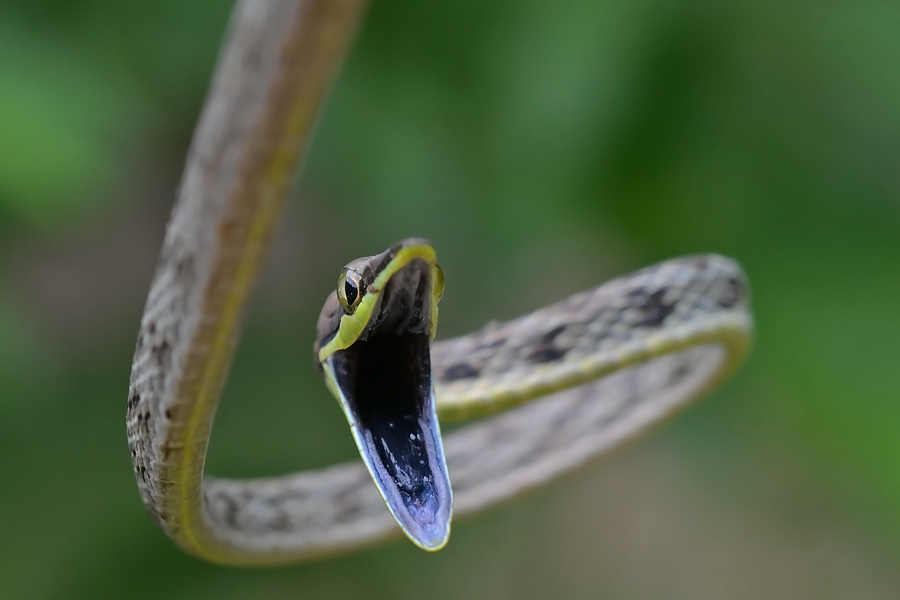
Dreighouding van de bruine spitsneusslang.

Vijanden van spitsneusslangen zijn voornamelijk roofvogels, rovende zoogdieren en andere slangen. Een bekende vijand van de groene spitsneusslang is de zwarte arendbuizerd (Buteogallus urubitinga).
Spitsneusslangen zijn erg agressief bij verstoring en sperren de bek open waarbij de donkere binnenzijde van de mond wordt getoond. Deze donkere kleur dient om af te schrikken. De slang kan ook schijnaanvallen uitvoeren. Van de slangen is bekend dat als ze schrikken een ander gedrag vertonen; ze wiegen dan snel met de kop heen- en weer om niet op te vallen.
Spitsneusslangen zijn erg strijdvaardig als ze een vijand tegenkomen en de mens is hierop geen uitzondering. De beet van een spitsneusslang is ongevaarlijk, het gif heeft geen krachtige werking op mensen. Er is een waarneming van een beet van Oxybelis aeneus bij de mens, deze resulteerde in zwellingen en blaarvorming. De slang bijt echter zelden, zelfs niet als ze door de mens worden gehanteerd. Van de groene spitsneusslang is bekend dat het dier wel van zich afbijt als het wordt opgepakt.

## Taxonomie en indeling

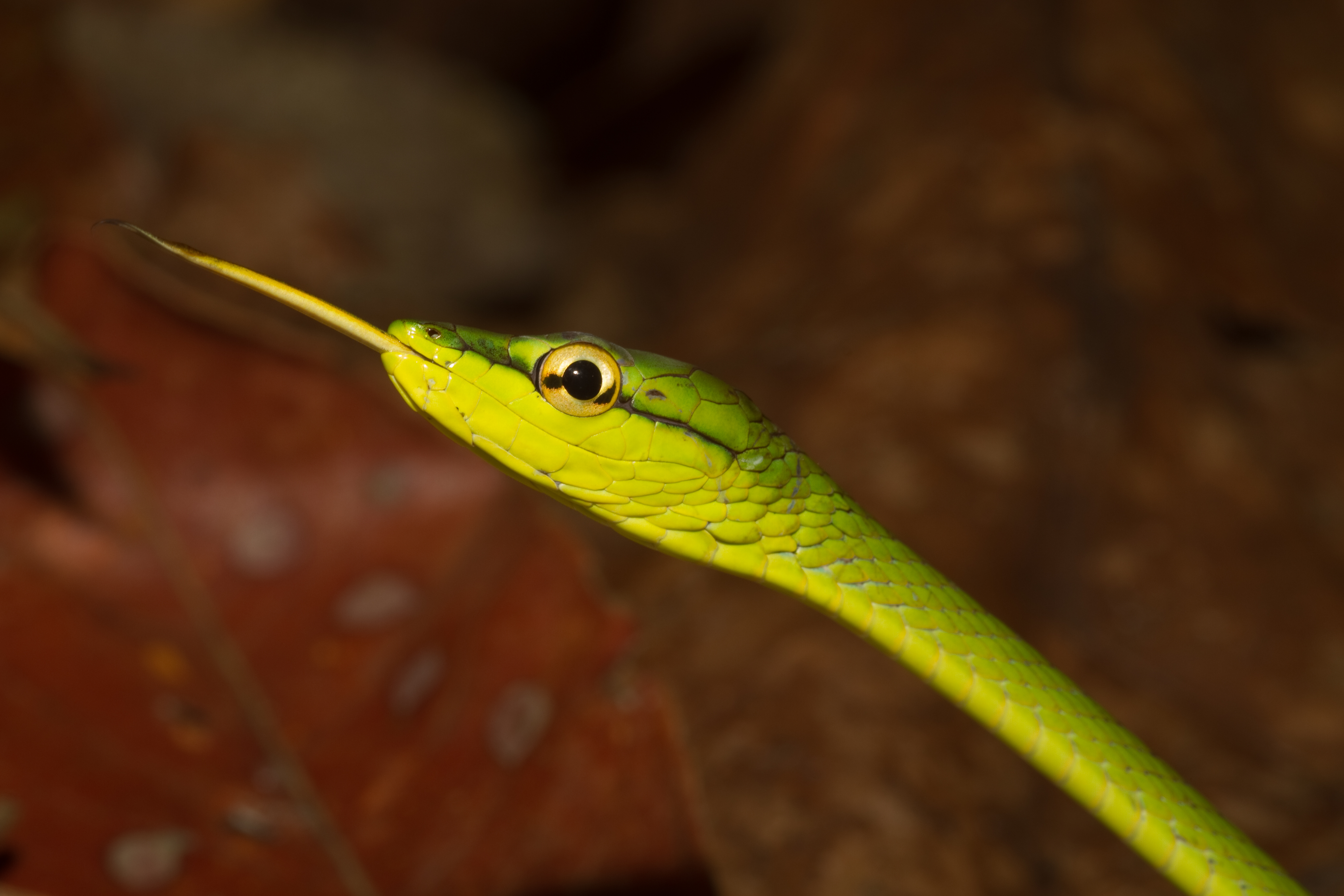
De tong wordt recht uitgestoken en wordt niet heen- en weer bewogen.

Spitsneusslangen behoren tot de familie van de gladde slangen (Colubridae), dit is een grote groep van slangen die wereldwijd voorkomt. Vroeger werden de spitsneusslangen tot de familie Boigidae gerekend. Dit is een familie van slangen die al lange tijd niet meer wordt erkend. De groep werd ook wel als onderfamilie van de gladde slangen gezien (Boiginae).
Twee soorten uit het geslacht Philodryas werden vroeger ook tot het geslacht van de spitsneusslangen gerekend. Later werden ze tot een apart geslacht gerekend op basis van verschillen in de anatomie van de hemipenis van de mannetjes; Xenoxybelis. Sperma wordt bij slangen niet door een buis gevoerd, maar via een groef getransporteerd; de sulcus spermaticus. Deze groef is bij de Xenoxybelis gevorkt en bij de spitsneusslangen niet.
Lange tijd werden er drie soorten erkend, maar in 1995 werd een vierde soort beschreven; Oxybelis wilsoni. Deze soort heeft een relatief hoog aantal subcaudale schubben en daarnaast hebben de dieren een opvallende gele kleur. Van de vier verschillende soorten zijn geen ondersoorten bekend. Van de soort Oxybelis aeneus is in het verleden een ondersoort uit Mexico genaamd Oxybelis aeneus potosiensis beschreven maar deze ondersoort wordt tegenwoordig niet langer als zodanig erkend.

### Soorten
Onderstaand is een lijst van de vier verschillende soorten weergegeven, met de wetenschappelijke neem, het verspreidingsgebied en enkele kenmerken.
| Lijst van soorten spitsneusslangen | Lijst van soorten spitsneusslangen                       | Lijst van soorten spitsneusslangen | Lijst van soorten spitsneusslangen |
| ---------------------------------- | -------------------------------------------------------- | --- | --- |
| Afbeelding                         | Naam                                                     | Verspreiding | Uiterlijke kenmerken |
|                                    | Bruine spitsneusslang (Oxybelis aeneus) (Wagler, 1824)   | Belize, Bolivia, Brazilië, Colombia, Costa Rica, Ecuador, El Salvador, Frans-Guyana, Guatemala, Guyana, Honduras, Mexico, Nicaragua, Panama, Peru, Suriname, Trinidad en Tobago, Venezuela en de Verenigde Staten. | Grijs tot bruin, met vlekjes op de rugzijde. Lichaamslengte tot 1,7 meter. Zeventien schubbenrijen aan de bovenzijde, 177 - 194 buikschubben, 165 - 191 subcaudalen                                                                    |
|                                    | Oxybelis brevirostris (Cope, 1861)                       | Colombia, Costa Rica, Ecuador, Honduras, Nicaragua en Panama. | Groen van kleur, ook de buikzijde, zonder lichte strepen aan weerszijden van de buik. Geen opstaande snuitpunt. Lichaamslengte tot 1,2 meter. Vijftien schubbenrijen aan de bovenzijde, 166 - 186 buikschubben, 159 - 179 subcaudalen. |
|                                    | Groene spitsneusslang (Oxybelis fulgidus) (Daudin, 1803) | Belize, Bolivia, Brazilië, Colombia, Costa Rica, Ecuador, El Salvador, Frans-Guyana, Guatemala, Guyana, Honduras, Mexico, Nicaragua, Panama, Peru, Suriname, Trinidad en Tobago en Venezuela.                      | Geheel groen, ook aan de onderzijde, gele strepen aan weerszijden van de buik. Iets opstaande snuitpunt. Lichaamslengte tot twee meter. Zeventien schubbenrijen aan de bovenzijde, 198 - 217 buikschubben, 139 - 186 subcaudalen.      |
| Plaats uw zelfgemaakte foto hier   | Oxybelis wilsoni (Villa & Mccranie, 1995)                | Honduras (alleen op het eiland Roatán) | Geelbruin van kleur, lichaamslengte tot bijna twee meter. Zeventien schubbenrijen aan de bovenzijde, 201 - 217 buikschubben, 164 - 189 subcaudalen.                                                                                    |